# 葉式特工 Yes Ranger
葉式特工 Yes Ranger是台灣的YouTube頻道，內容以劇情短片為主，皆包含大量動畫特效。其影片曾以電子遊戲《英雄聯盟》、《鬥陣特攻》、《俠盜獵車手》、漫畫《七龍珠》等作品為題材，影片收視群以台灣以外的觀眾為多。旗下以《當個創世神》為主題的影片《Minecraft Real POV 創世神第一人稱真人版》為YouTube平台上2020年觀看數最高的非直播遊戲影片。

## 外部連結
- YouTube上的葉式特工 Yes Ranger頻道
- 葉式特工 Yes Ranger的Facebook專頁
- 葉式特工 Yes Ranger的Instagram帳戶